# Schachweltmeisterschaft der Senioren 1996

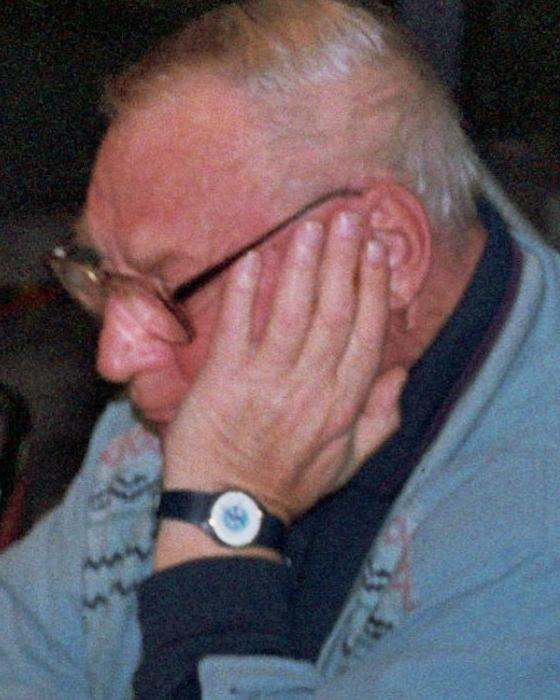
Alexei Suetin, Weltmeister 1996

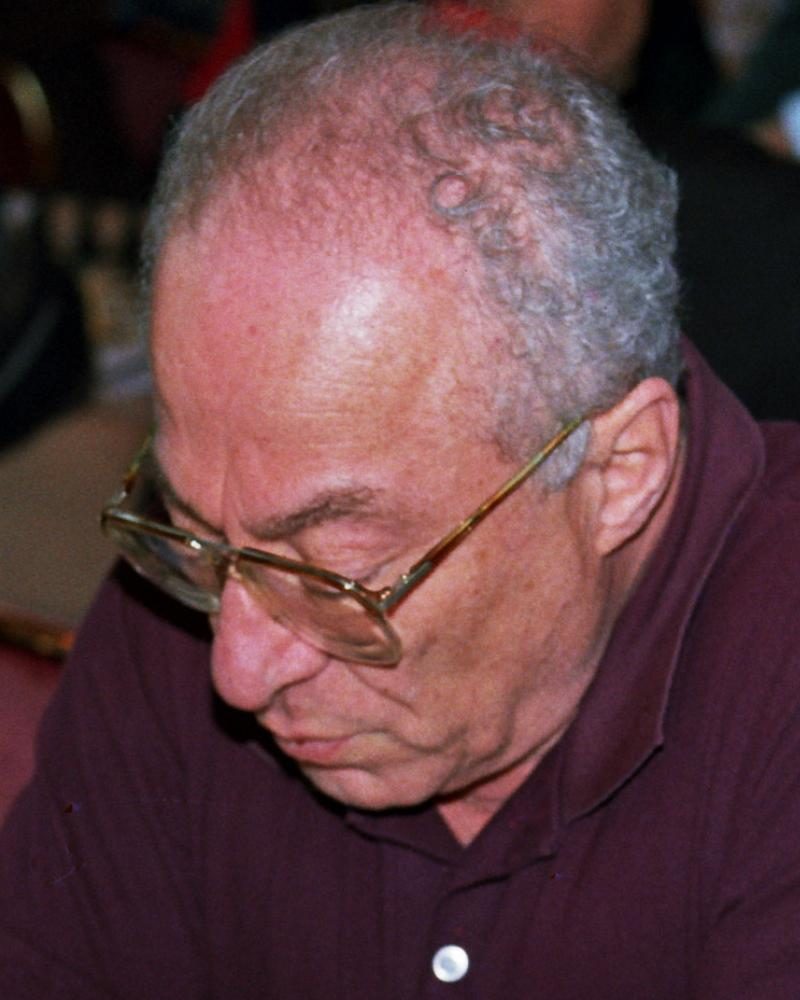
Anatoli Lein, Zweiter

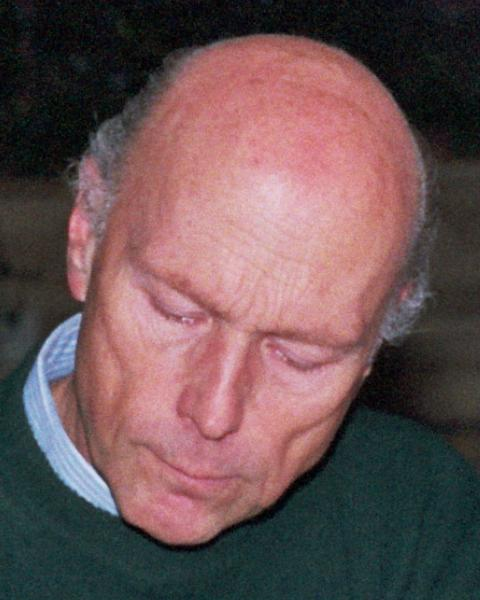
Jānis Klovāns, Dritter

Die Schachweltmeisterschaft der Senioren 1996 war ein internationales Schachturnier, das vom 10. bis 24. November 1996 im Kurhaus der Stadt Bad Liebenzell ausgetragen wurde. Die Seniorenweltmeisterschaft im Schach wurde von der FIDE veranstaltet und wie bereits 1991, 1992, 1993, 1995 von Reinhold Hoffmann organisiert.
An der offenen Weltmeisterschaft, die Alexei Suetin gewann, nahmen 180 Männer und Frauen teil. Die separate Meisterschaft für 26 Frauen gewann Walentina Koslowskaja.

## Endstand der offenen Seniorenweltmeisterschaft
| Rg | Teilnehmer            | Elo  | Land               | Punkte |
| -- | --------------------- | ---- | ------------------ | ------ |
| 1  | Suetin, Alexei        | 2420 | Russland           | 8,5    |
| 2  | Lein, Anatoli         | 2450 | Vereinigte Staaten | 8,5    |
| 3  | Klovāns, Jānis        | 2530 | Lettland           | 8,5    |
| 4  | Uhlmann, Wolfgang     | 2460 | Deutschland        | 8,0    |
| 5  | Schestoperow, Alexei  | 2415 | Russland           | 8,0    |
| 6  | Gruzmann, Boris       | 2260 | Russland           | 8,0    |
| 7  | Baumgartner, Heinz    | 2300 | Österreich         | 8,0    |
| 8  | Taimanow, Mark        | 2470 | Russland           | 8,0    |
| 9  | Kudinov, Igor         | 2250 | Russland           | 8,0    |
| 10 | Wasjukow, Jewgeni     | 2505 | Russland           | 7,5    |
| 11 | Krogius, Nikolai      | 2470 | Russland           | 7,5    |
| 12 | Igney, Volkhard       | 2235 | Deutschland        | 7,5    |
| 13 | Ljuboshitz, Alexander | 2140 | Belarus            | 7,5    |
| 14 | Ásmundsson, Ingvar    | 2365 | Island             | 7,5    |
| 15 | Arkhangelsky, Boris   | 2380 | Russland           | 7,5    |
| 16 | Jugow, Alexander      | 2083 | Deutschland        | 7,5    |

## Endstand der Weltmeisterschaft der Seniorinnen

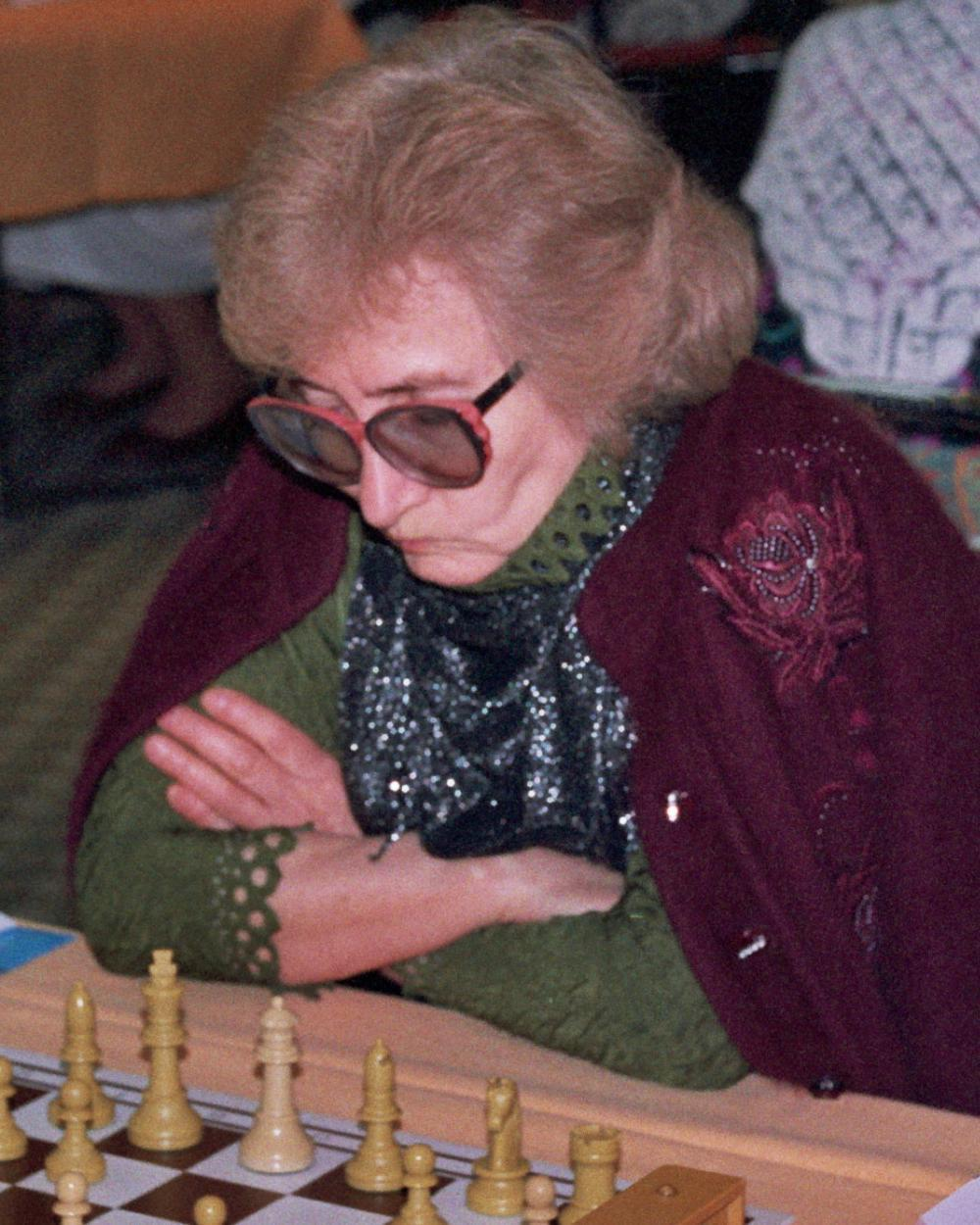
Walentina Koslowskaja, Weltmeisterin 1996

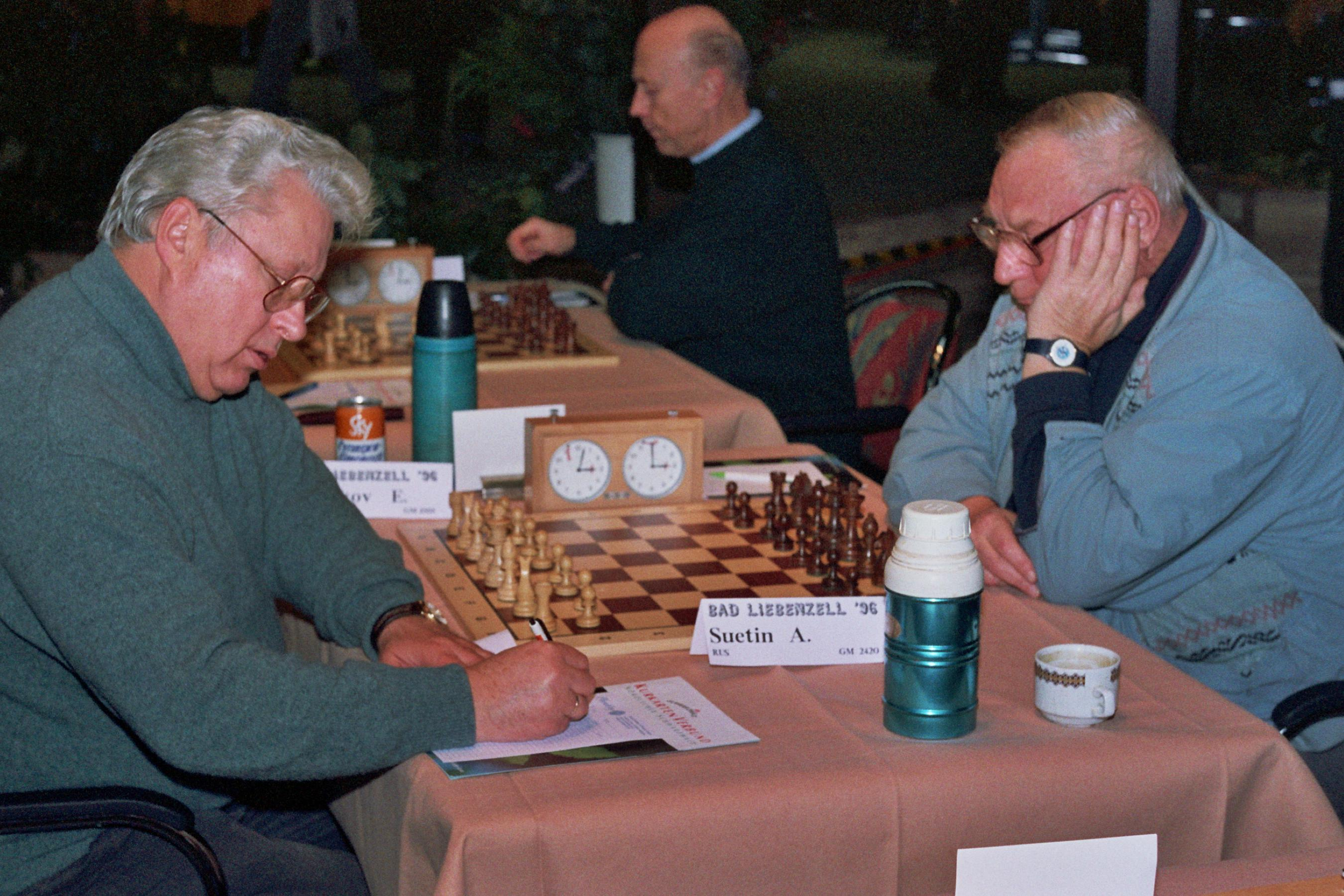
Drei Seniorenweltmeister am Brett, 1996 in Bad Liebenzell: Wasjukow, Klovans und Suetin

| Rg | Teilnehmer                          | Elo  | Land      | Punkte |
| -- | ----------------------------------- | ---- | --------- | ------ |
| 1  | Koslowskaja, Walentina              | 2230 | Russland  | 9,5    |
| 2  | Chmiadaschwili, Tamar               | 2165 | Georgien  | 9,0    |
| 3  | Gumilevskaja, Galina                | 1950 | Russland  | 8,0    |
| 4  | Schestoperowa, Alexandra Jakowlewna | 2185 | Russland  | 8,0    |
| 5  | Ankerst, Milka                      | 2195 | Slowenien | 7,5    |
| 6  | Satulowskaja, Tatjana               | 2200 | Russland  | 7,0    |